# Festival poezije mladih
Festival poezije mladih jedna je od najstarijih i najznačajnijih poetskih manifestacija u zemljama bivše Jugoslavije. Od 1969. godine održava se u Vrbasu.

## Povijest festivala
Pjesnička manifestacija "Maj ravnice i mladosti" koja je održana 7. svibnja 1968. godine u Vrbasu i na kojoj je sudjelovalo pedesetak mladih pjesnika iz Sombora, Kule, Vrbasa, Srbobrana i Bačke Palanke, uzima se za početak Festivala koji će se već od naredne godine održavati pod imenom  Jugoslavenski festival poezije mladih, i koji je te 1969. godine dobio natjecateljski karakter. Povoljna društvena klima, probuđena želja za kulturnim i umjetničkim sadržajima, snažna stvaralačka energija koncentrirana prije svega u Gimnaziji  Žarko Zrenjanin , entuzijazam i umijeće kulturnih radnika, spremnost lokalne politike i gospodarskih giganata bile su okolnosti koje su proizvele Festival jugoslovenske poezije mladih. Osim profesora Gimnazije u Vrbasu, rukovoditelja i radnika Doma kulture, među utemeljiteljima ove manifestacije bili su: Pero Zubac i Duško Trifunović.
Na ovom Festivalu su prve značajnije korake učinili pjesnici: Radomir Mićunović, Raša Livada, Bojan Anđelković, Branko Kukić, Mladen Srđan Volarević, Marija Šimoković, Tatjana Lukić  , Jovan Nikolić, Zoran Đerić, Blagoje Baković, Saša Jelenković, Gojko Božović, Radomir Andrić, Dragomir Brajković, Milan Nenadić, Vujica Rešin Tucić, Darinka Jevrić, Miodrag Raičević, Dragana Bukvić, Nemanja Dragaš, Spasoje Joksimović, Antonio Karlović i mnogi drugi.
Predsjednici žirija Festivala poezije mladih bili su, između ostalih i: dr. Draško Ređep, Oskar Davičo, Jure Kaštelan, Esad Mekuli, Goran Babić, Ciril Zlobec, Raša Livada, Stevan Tontić, Milan Nenadić, Milosav Tešić, Vladimir Jagličić, Zoran Đerić, Pero Zubac. Predsjednici, sekretari i istaknuti članovi Vijeća (Odbora) Festivala bili su i: Milutin Nikić, Risto Koprivica, Radoman Perković, Jovica Mirosavljević, Radomir i Ratko Šoć, Branislav Bari Milošević, Slobodan Elezović, Mirjana Milović, Božo Andrijašević, Miroslav Aleksić, Branislav Zubović, Goran Labudović Šarlo i sur.
Vrbas i njegov Festival u proteklih pet desetljeća pohodili su i: Matija Bećković, Gustav Krklec, Branko Ćopić, Desanka Maksimović, Marjan Pungartnik, Dušan Kostić  , Miroslav Antić, Ivan V. Lalić, Izet Sarajlić, Sinan Gudžević, Branislav Petrović, Adam Puslojić, Radomir Andrić, Miloš Janković, Spasoje Labudović  , Rajko Šoć, Divna Vuksanović, Mileta Aćimović Ivkov, Nenad Grujičić, Miljurko Vukadinović, Radomir Uljarević, Dragan Jovanović danilov, Miroslav Aleksić, Dragan Radulović, Rajko Petrov Nogo, Gojko Đogo, Ljubivoje Ršumović, Miroslav Maksimović, Tanasije Mladenović, Momo Kapor, Danilo Jokanović, Branko Stevanović, Đorđo Sladoje... i brojni glumci, glazbenici, umjetnici: Julija Bisak, ansambl Renaissance, Tripo Simonuti, Svetlana Stević, Petar Kralj, Miša Janketić, Rada Đuričin, Bajaga i instruktori, Dejan Cukić, Jadranka Jovanović, Milan Caci Mihailović, Oliver Njego Ranko Risojević, Mošo Odalović, Ranko Pavlović  , Želidrag Nikčević i mnogi drugi.
U okviru Festivala redovni programi su: Portret pjesnika, Izlet u prozu, Paleta mladih, Promocija knjige prošlogodišnjeg laureata, uz brojne prateće poetske programe za učenike osnovnih i srednjih škola, glazbene programe, Mitinge poezije.
Festival dodjeljuje tri nagrade: Prvu, koja je ispis knjige pobjedniku i drugu i treću koje su novčane. Također, najmlađem sudioniku završne večeri Festivala dodjeljuje se i nagrada  Stanko Simićević . Posljednjih godina Festival okuplja brojnu publiku ne samo iz Vrbasa, već i iz okolnih gradova: Novog Sada, Kule, Srbobrana i održava se na više lokacija u Vrbasu: Biblioteci Danilo Kiš ' ', Gimnaziji' 'Žarko Zrenjanin' ', kinu' 'Jugoslavija' ', na Gradskom trgu ...
Natječaj Festivala poezije mladih u Vrbasu već godinama je isti: konkuriraju pjesnici do 27 godina starosti iz Srbije i zemalja regije s 10 neobjavljenih pjesama potpisanih šifrom, a rješenje šifre se u posebnoj kuverti uz ciklus pjesama dostavlja na adresu: Festival poezije mladih, Maršala Tita 87, 21460 Vrbas, Srbija, do 1. travnja tekuće godine. Najboljih deset mladih pjesnika po ocjeni stručnog žirija gosti su Festivala poezije mladih koji se krajem svibnja održava u Vrbasu

## Pobjednici Festivala poezije mladih po godinama
- 1969: Radomir Mićunović
- 1970: Rasa Livada
- 1971: Branko Kukić
- 1972: Mladen Srđan Volarević
- 1973: Dušan Stojković
- 1974: Marija Šimoković
- 1975: Đorđe Sladoje
- 1976: Ivan Zamoda
- 1977: bez pobjednika
- 1978: Jagoda Zamoda
- 1979: Marko Jovović
- 1980: Marija Midžović
- 1981: Jovan Nikolić
- 1982: Zoran Đerić
- 1983: Tatjana Lukić
- 1984: Blagoje Baković
- 1985: Alojz Ihan
- 1986: Jovica Hajder
- 1987: Ljupko Račić
- 1988: Bogdan Arnautović
- 1989: Miroslav Kirin
- 1990: Senkovasa Jelić
- 1991: Tomislav Domović
- 1992: Gojko Božović
- 1993: Jelena Aleksić
- 1994: Jovica Janković
- 1995: Dejan Aleksić
- 1996: Pavle Goranović
- 1997: Dragana Bukvić
- 1998. Zlatko Vasić
- 1999. Miloš Galetin
- 2000. Aleksandar Saranac
- 2001. Bojan Anđelković
- 2002. Tomislav Marković
- 2003. Jelena Marković
- 2004. Smiljana Đorđević
- 2005. Đorđe Šćepović
- 2006. Dubravka Jovanović
- 2007. Marija Rakić
- 2008. Mirjana Simović
- 2009. Slobodan Jović
- 2010. Srđan Orsić
- 2011: Milica Milenković
- 2012: Snežana Nikolić
- 2013: Nemanja Dragaš
- 2014: Tamara Hrin
- 2015: Spasoje Joksimović
- 2016: Marko Kragović
- 2017: Antonio Karlović
- 2018: Aleksandar Gabona
- 2019: Amina Hrnčić[5]
- 2020: Anđela Pendić

## Nagrade
Festival poezije mladih nagrađen je poveljom blagodarja Udruženja književnika Srbije za trajni doprinos razvoju kulture, poezije i ugledu UKS-a, i plaketom s likom Sima Matavulja.